# Маркнессе
Маркнессе (нід. Marknesse) — село в Нідерландах, у муніципалітеті Нордостполдер, провінція Флеволанд. Розташоване за 7 км на схід від адміністративного центру муніципалітету — міста Еммелорд. Станом на 2017 рік у селі мешкало 3 685 осіб у 1 515 домогосподарствах. Загально площа території, підпорядкованої селу, становить 53,82 км², з них суходол — 51,86 км², водна поверхня — 1,96 км².

## Походження назви
Село отримало свою назву на честь поселення Маркнессе, яке розташовувалося, за даними історичних хронік, десь неподалік островів Урк і Схокланд. Топонім Marknesse складається з двох частин: Mark- і -nesse. Перша частина має різні значення: «кордон, прикордонна територія», «водний кордон» або може походити від германського особового імені Марквард, що означає «захисник марки». Друга частина, -nesse, ймовірно походить від германського Nasja, що означає низину чи заболочену місцевість.

## Історія
У 1942 році офіційно завершилося створення польдеру Нордостполдер і почалося його заселення. Для першопоселенців звели кілька барачних містечок, одне з яких, так зване Село В, стало попередником Маркнессе (назва Маркнессе офіційно оголошена у 1944 році). У 1948 році почалося будівництво сучасного села згідно розроблених проектів забудови.

## Інфраструктура
У Маркнессе є кілька початкових шкіл, спортивних майданчиків, тенісних кортів, палац спорту і ковзанка. Діє спортивний клуб SVM Marknesse, який ділиться на п'ять підрозділів за різними видами спорту. З 1992 року у селі функціює пологовий будинок Markehof. У Маркнессе діє нічний клуб Chez — єдиний нічний клуб муніципалітету Нордостполдер.
В селі також розташовані підрозділи Національної аерокосмічної та Гідромеханічної лабораторій, навколо села лежать сільськогосподарські угіддя, де функціює низка сільськогосподарських і квітникарських компаній.

## Транспорт
Маркнессе розташоване біля перетину регіональний автошляхів N331 (Еммелорд — Зволле) і N333 (Маркнессе — Стенвейк), а також місцевих шляхів N715 і N719, які утворюють Східну кільцеву дорогу (Oosterringweg) муніципалітету Нордостполдер.
Село сполучається з іншими населеними пунктами муніципалітету, а також населеними пунктами інших регіонів низкою автобусних маршрутів:
- № 71: Зволле — Гасселт — Де-Велде — Звартслейс — Де-Крігер — Хетвелд — Кадулен — Сінт-Янсклостер — Волленхове — Маркнессе — Краггенбюрг — Маркнессе — Еммелорд[2].
- № 75: Стенвейк — Зейдвен — Стенвейк — Схерволде — Ветерінг — Барло — Блокзейл — Маркнессе — Еммелорд[3].
- № 76: Стенвейк — Тук — Тей — Стейнвейкерволд — Марієнкамп — Віллемсорд — Де-Блессе — Блесдейке — Олдемаркт — Оссензейл — Кейнре — Люттелгест — Маркнессе — Еммелорд[4]

## Пам'ятки
На території села Маркнессе розташована 1 національна пам'ятка — житловий барак 1944 року, що зберігся від первісного поселення «Село В», та 4 пам'ятки місцевого значення.

## Видатні уродженці
- Ауке ван дер Верф (1953) — бургомістр Нордостполдера.
- Едді ван Хеюм (1972) — нідерландський політик.
- Йохан Хансма (1969) — нідерландський футболіст.
- Рене Паас (1966) — нідерландський політик, королівський комісар (губернатор) провінції Гронінген.

## Цікавий факт
У березні 2005 року в Маркнессе зафіксовано найнижчу в Нідерландах температуру повітря для березня: у ніч з 3 по 4 березня температура впала до -20,5 °C, до цього найнижчу березневу температуру, -18,7 °C, було зафіксовано 7 березня 1971 року біля Вагенінгена. За даними синоптиків, цей температурний мінімум у Маркнессе був спричинений сильним снігопадом, який був 2-3 березня, різким підвищенням тиску і майже абсолютним штилем. Ці морози завдали того року непоправної шкоди навколишнім квітковим плантаціям і садам. У лютому 2012 року в Маркнессе зафіксували температуру -22,8 °C, яка стала найнижчою в Нідерландах з 1985 року, а тодішня ніч — найхолоднішою лютневою ніччю з 1956 року, проте буквально за годину у сусідньому Лелістаді було зафіксовано трохи нижчу температуру, -22,9 °C.

## Галерея

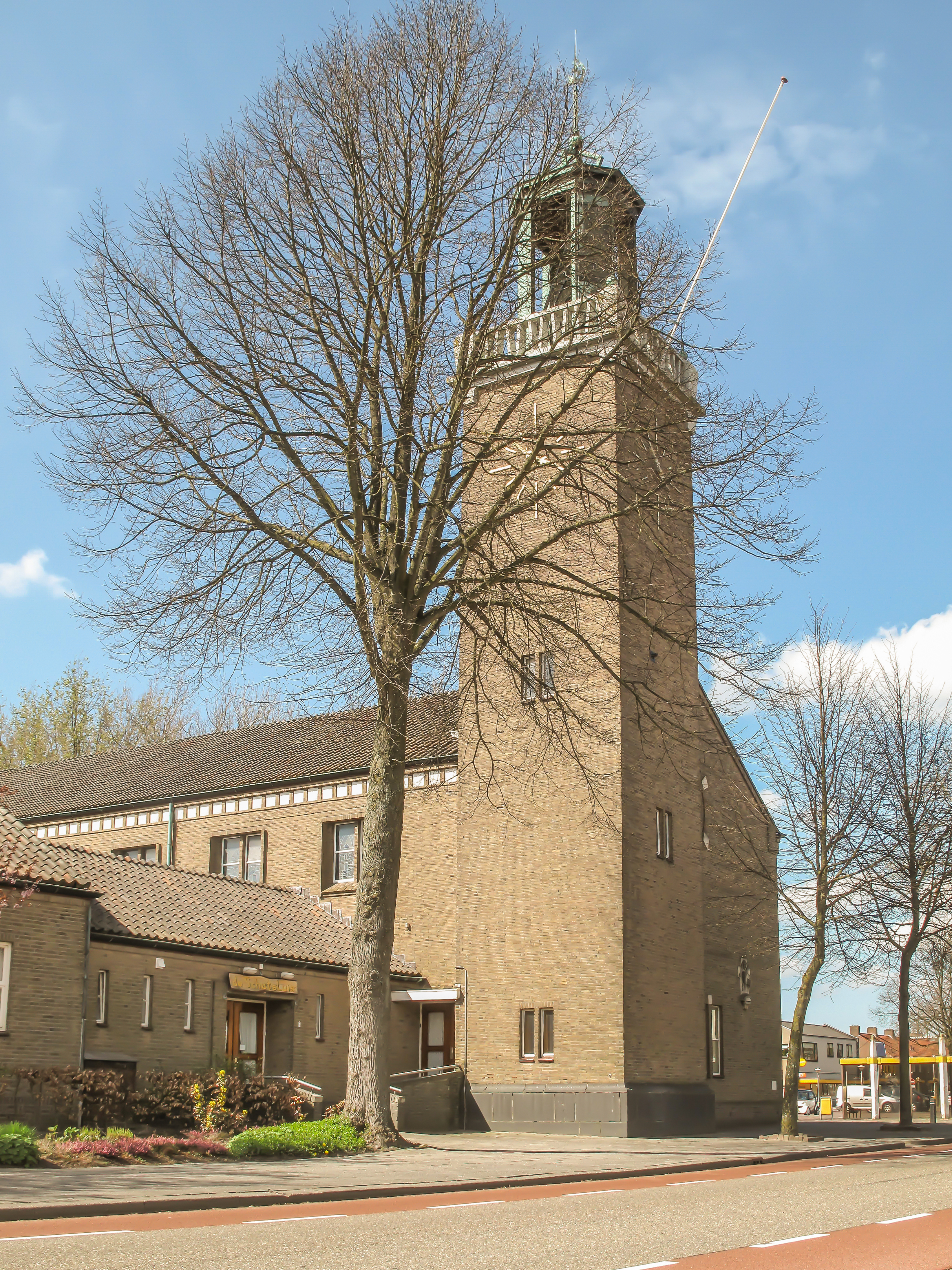
Протестантська церква у Маркнессе
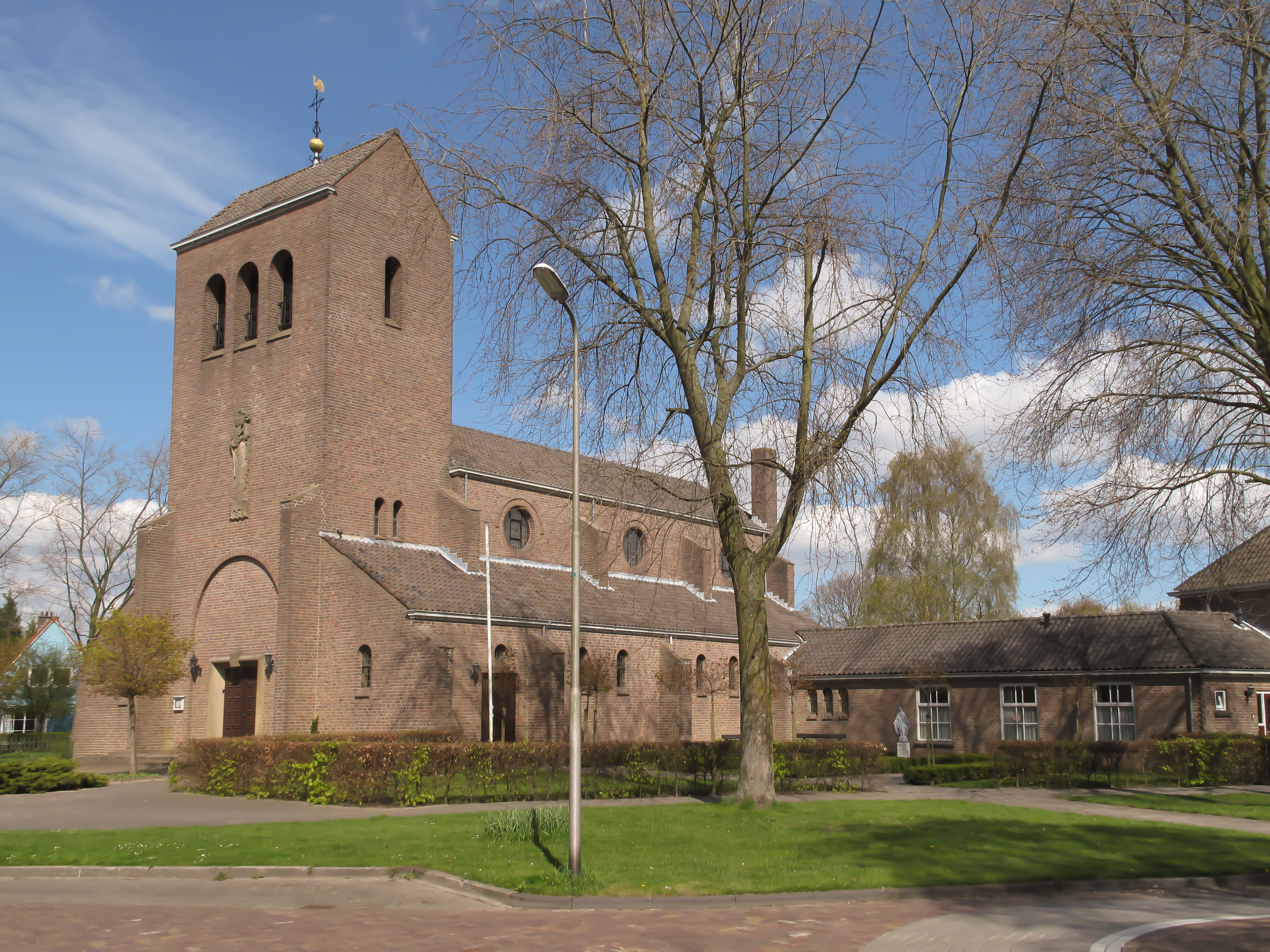
Римо-католицька церква у Маркнессе
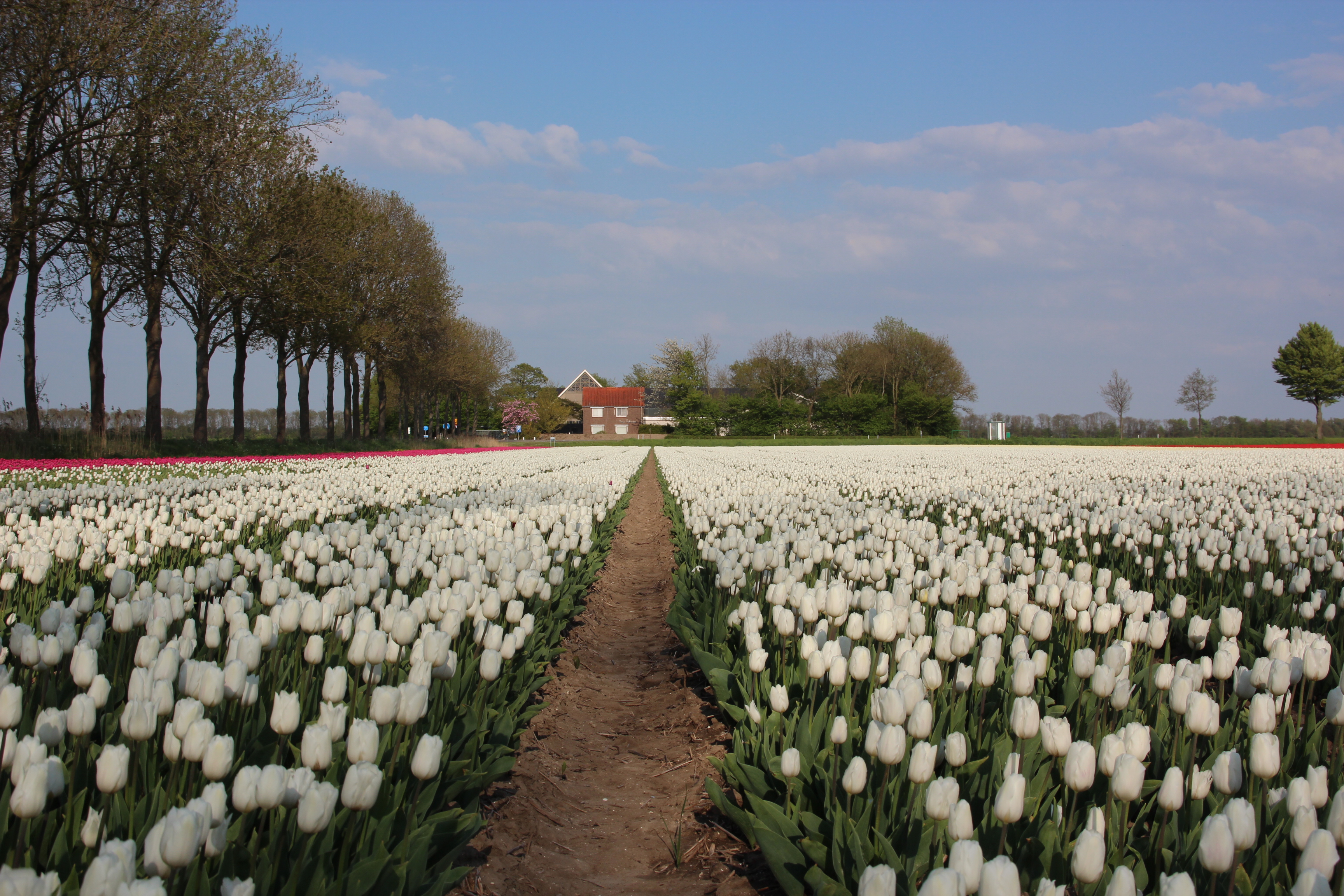
Плантації тюльпанів біля Маркнессе
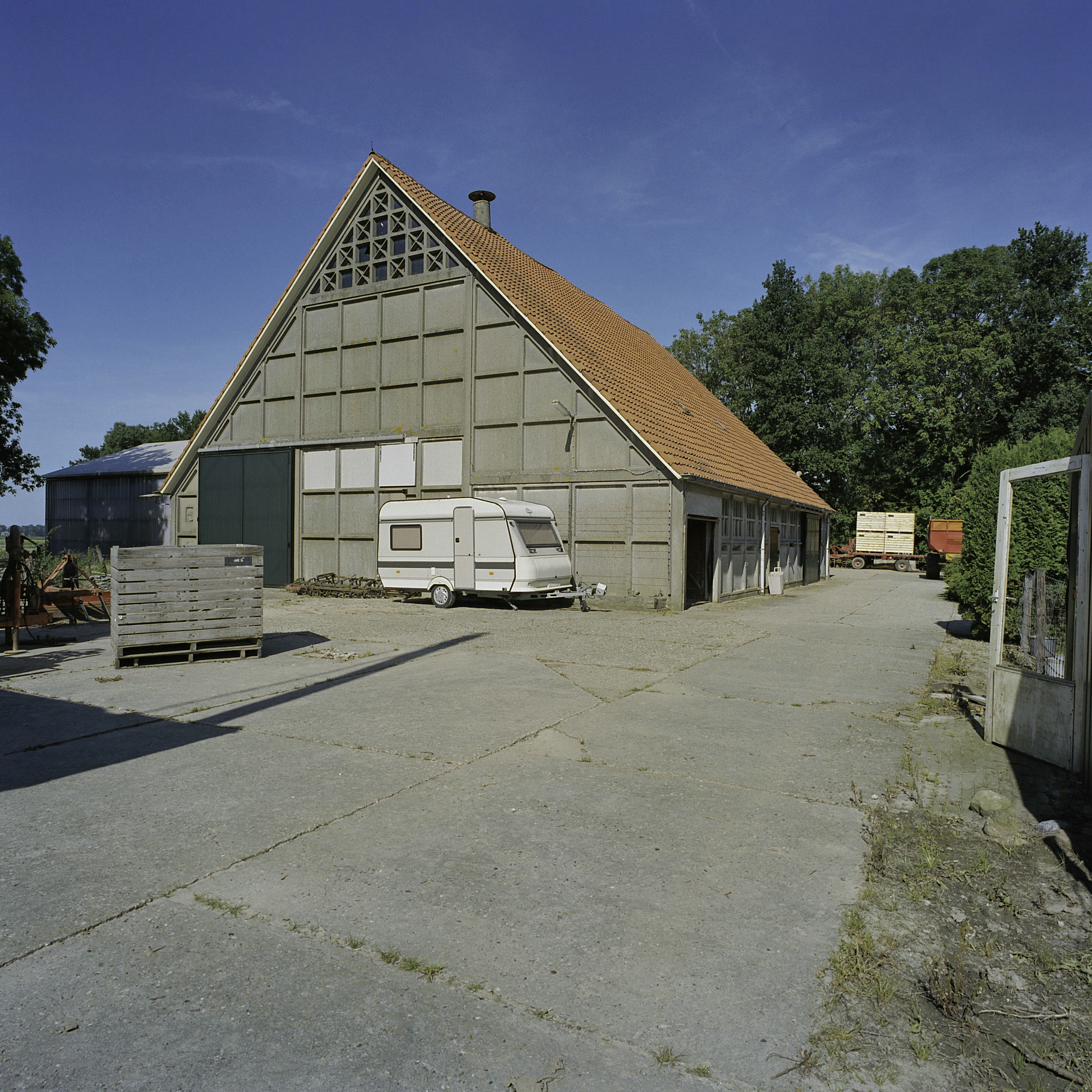
Стара ферма